# Polska Liga Koszykówki 2019-2020
La Polska Liga Koszykówki 2019-2020 è stata l'86ª edizione del massimo campionato polacco di pallacanestro maschile. Il 17 marzo 2020 la competizione è terminata in seguito alla pandemia causata dalla diffusione del virus COVID-19 e il titolo è stato assegnato allo Zielona Góra, al momento della sospensione in testa alla classifica.

## Risultati
|     | Squadra           | G  | V  | P  | PF   | PS   | Diff. | P.ti |
| --- | ----------------- | -- | -- | -- | ---- | ---- | ----- | ---- |
| 1.  | Zielona Góra      | 22 | 19 | 3  | 2097 | 1806 | +291  | 41   |
| 2.  | Start Lublino     | 22 | 17 | 5  | 1867 | 1716 | +151  | 39   |
| 3.  | Włocławek         | 22 | 17 | 5  | 2078 | 1837 | +241  | 39   |
| 4.  | Arka Gdynia       | 22 | 14 | 8  | 1765 | 1655 | +110  | 36   |
| 5.  | Pierniki Toruń    | 20 | 15 | 5  | 1755 | 1583 | +172  | 35   |
| 6.  | Trefl Sopot       | 22 | 12 | 10 | 1786 | 1792 | -6    | 34   |
| 7.  | Śląsk Breslavia   | 22 | 11 | 11 | 1910 | 1861 | +49   | 33   |
| 8.  | W.M. Szczecin     | 22 | 11 | 11 | 1834 | 1848 | -14   | 33   |
| 9.  | S.S. Szczeciński  | 22 | 10 | 12 | 1724 | 1772 | -48   | 32   |
| 10. | Stal Ostrów Wiel. | 22 | 10 | 12 | 1772 | 1746 | +26   | 32   |
| 11. | Astoria Bydgoszcz | 21 | 10 | 11 | 1839 | 1847 | -8    | 31   |
| 12. | Rosa Radom        | 22 | 9  | 13 | 1711 | 1790 | -79   | 31   |
| 13. | GTK Gliwice       | 22 | 7  | 15 | 1857 | 1973 | -116  | 29   |
| 14. | Legia Varsavia    | 22 | 5  | 17 | 1773 | 1976 | -203  | 27   |
| 15. | Dąbrowa Górnicza  | 23 | 4  | 19 | 1808 | 2135 | -327  | 27   |
| 16. | Starogard Gdański | 22 | 4  | 18 | 1776 | 2015 | -239  | 26   |

## Squadra vincitrice
|    | Naz.                   | Ruolo | Sportivo            | Anno | Alt. | Peso | Note |
| -- | ---------------------- | ----- | ------------------- | ---- | ---- | ---- | ---- |
| 0  | Stati Uniti (bandiera) | AG    | Drew Gordon         | 1990 | 206  | 111  |      |
| 1  | Polonia (bandiera)     | AP    | Jarosław Zyskowski  | 1992 | 203  | 100  |      |
| 3  | Polonia (bandiera)     | P     | Kacper Traczyk      | 1998 | 185  | 78   |      |
| 7  | Stati Uniti (bandiera) | AP    | George King         | 1994 | 198  | 100  |      |
| 8  | Polonia (bandiera)     | AG    | Mikołaj Witliński   | 1995 | 207  | 102  |      |
| 10 | Polonia (bandiera)     | P     | Miłosz Góreńczyk    | 2001 | 187  | 88   |      |
| 11 | Polonia (bandiera)     | G     | Marcel Ponitka      | 1997 | 192  | 82   |      |
| 12 | Svezia (bandiera)      | P     | Ludvig Håkanson     | 1996 | 193  | 88   |      |
| 13 | Polonia (bandiera)     | G     | Kacper Mąkowski     | 1999 | 196  | 94   |      |
| 21 | Stati Uniti (bandiera) | AG    | Tony Meier          | 1990 | 203  | 95   |      |
| 32 | Stati Uniti (bandiera) | G     | Joe Thomasson       | 1993 | 193  | 75   |      |
| 35 | Polonia (bandiera)     | G     | Przemysław Zamojski | 1986 | 193  | 93   |      |
| 41 | Croazia (bandiera)     | C     | Ivica Radić         | 1990 | 208  | 111  |      |
| 55 | Polonia (bandiera)     | P     | Łukasz Koszarek     | 1984 | 187  | 90   |      |
|    | Croazia (bandiera)     | ALL   | Žan Tabak           |      |      |      |      |